# NGC 4297
NGC 4297 é uma galáxia lenticular (S0) localizada na direcção da constelação de Virgo. Possui uma declinação de +06° 40' 17" e uma ascensão recta de 12 horas, 21 minutos e 27,4 segundos.
A galáxia NGC 4297 foi descoberta em 13 de Abril de 1784 por William Herschel.